# Асизи
Вижте пояснителната страница за други значения на Асизи.
Асѝзи (на италиански: Assisi) е град и община в Централна Италия.

## География
Асизи е разположен в провинция Перуджа на област (регион) Умбрия. Населението на града е 27 507 души към 1 януари 2009 г.

## История
Градът е основан от етруски. Има богато историческо минало, музей и художествена галерия. Запазени са много архитектурни и исторически паметници.

## Забележителности
Главната забележителност на града е Папската базилика Свети Франциск от Асизи, главната църква на Францисканския орден, в която е погребан неговият основател Франциск от Асизи.
Царица Йоанна, съпруга на цар Борис III, е погребана във францисканското гробище в града.

## Спорт
На 14 май 2000 г. в Асизи финишира 2-рият етап от Колоездачната обиколката на Италия.

## Побратимени градове
- Витлеем, Палестина
- Сан Франциско, САЩ

## Личности
Родени
- Доно Дони (1505 – 1575), италиански художник
- Секст Проперций (50 пр. Хр. – 15 пр. Хр.), римски поет
- Франциск от Асизи (1181 – 1226), италиански духовник

Починали
- Франциск от Асизи (1181 – 1226), италиански духовник
- Венко Плачков (1912 – 1999), български католически духовник, конвентуалец.
- Владимир Пенев (1926 – 2016), български католически духовник, конвентуалец, иконописец-хералдик.